# Scary Movie 2
Scary Movie 2 is een Amerikaanse komische horrorfilm uit 2001 en het vervolg op de komische parodiefilm Scary Movie. Opmerkelijk, aangezien de makers beweerden dat er geen sequel zou volgen. Scary Movie 2 parodieert onder meer The Exorcist en The Haunting. Het thema binnen de horrorfilms is hier het spook-en-duivel-genre

## Verhaal
In het voorfragment (dat in elke Scary Movie aanwezig is) is er een meisje bezeten door de duivel. De priester probeert het meisje te helpen maar verliest uiteindelijk zijn geduld en schiet het meisje dood.
Op de campus willen de twee professoren van Alain, Shorty (Marlon Wayans), Ray en enkele anderen naar het huis gaan om het leven na de dood te bewijzen. Ze besluiten met het groepje een weekend in het huis te logeren als "deel van de les". Als ze in het huis zijn, komen ze de butler tegen met een misselijkmakende hand.
De butler vertelt over de heer des huizes Kane, die is gestorven in dit huis en die daar nu als klopgeest rondwaart.
Cindy en de rest komen steeds meer vreselijke geheimen over het huis te weten en hoe meer ze weten, hoe gewelddadiger en agressiever de klopgeest wordt...
In de film zit ook een kleine parodie op Harry Potter. Cindy is namelijk een boek vergeten mee te nemen uit de klas en dat boek heeft de titel "Harry Podhead".

## Rolverdeling
| Acteur                | Personage                   |
| --------------------- | --------------------------- |
| Anna Faris            | Cindy Campbell              |
| Marlon Wayans         | Shorty Meeks                |
| Christopher Masterson | Buddy (als Chris Masterson) |
| Regina Hall           | Brenda Meeks                |
| Shawn Wayans          | Ray Wilkins                 |
| James DeBello         | Tommy                       |
| Regina Hall           | Brenda Meeks                |
| Tori Spelling         | Alex Monday                 |
| Tim Curry             | Professor Oldman            |
| David Cross           | Dwight                      |
| Kathleen Robertson    | Theo                        |
| Chris Elliott         | Hanson                      |
| Richard Moll          | Hell House-geest            |
| Veronica Cartwright   | Megans moeder               |
| Natasha Lyonne        | Megan Voorhees              |
| James Woods           | Priester McFeely            |
| Andy Richter          | Priester Harris             |

## Parodieën
- Alien
- Charlie's Angels
- Child's Play
- Cujo
- Dawn of the Dead
- Dirty Harry
- Dude, Where's My Car?
- Dracula
- Ghostbusters
- Hannibal
- Hollow Man
- House on Haunted Hill
- MacGaver
- Poltergeist
- Poltergeist II: The Other Side
- Rocky
- Save the Last Dance
- Scanners
- It
- Stranger in Hong Kong
- The Amityville Horror
- The Changeling
- The Exorcist
- The Haunting
- Thir13en Ghosts
- The Rocky Horror Picture Show
- The Weakest Link
- Titanic
- Twister
- What Lies Beneath